# Cryptothylax minutus
Espèce
Statut de conservation UICN

 DD  : Données insuffisantes
Cryptothylax minutus est une espèce d'amphibiens de la famille des Hyperoliidae.

## Répartition
Cette espèce est endémique du centre-Ouest de la République démocratique du Congo. Elle se rencontre dans les environs du Lac Tumba,.

## Publication originale
- Laurent, 1976 : Les genres Crytothylax, Phlytimantis et Kassina au Zaire. Annales du Musée Royal de l'Afrique Centrale, Sciences Zoologiques, vol. 213, p. 1-67.